# Dąbrowa nad Czarną
Dąbrowa nad Czarną (do 1961 Dąbrowa II) – wieś w Polsce położona w województwie łódzkim, w powiecie piotrkowskim, w gminie Aleksandrów.
W latach 1975–1998 miejscowość administracyjnie należała do województwa piotrkowskiego.
| SIMC    | Nazwa           | Rodzaj    |
| ------- | --------------- | --------- |
| 0534463 | Dąbrowa-Kolonia | część wsi |
| 0534470 | Piła            | część wsi |

Była wsią klasztoru cystersów sulejowskich w województwie sandomierskim w ostatniej ćwierci XVI wieku. 
Miejscowość ta służyła jako plener dla licznych filmów i seriali, takich jak: Wierna rzeka (1983) – reż. Tadeusz Chmielewski, Ucieczka z miejsc ukochanych (1989) – reż. Julian Dziedzina, Janka (1989) – reż. Janusz Łęski i Adam Iwiński, Urwisy z Doliny Młynów (1985) – reż. Janusz Łęski, Przygrywka (1983) – reż. Janusz Łęski, Klementynka i Klemens – gęsi z Doliny Młynów (1986) – reż. Janusz Łęski, Stary człowiek i pies (2008) – reż. Witold Leszczyński i Andrzej Kostenko.
W 1886 r. w Dąbrowie nad Czarną urodził się Kazimierz Kosiński, polski poeta, historyk literatury, pedagog, członek Towarzystwa Naukowego Warszawskiego. 27 lutego 1918 r. przyszedł tu na świat gen. Aleksander Arkuszyński ps. „Maj”, kawaler orderu Virtuti Militari, odznaczony dwukrotnie Krzyżem Walecznych. Autor książki Przeciw dwóm wrogom (pierwsze wydanie 1995 r.), opisującej dzieje AK i ROAK na terenie swego rejonu, współautor książki Dzieje 25pp Armii Krajowej (wyd. 2001).
Wieś jest siedzibą rzymskokatolickiej parafii św. Apostołów Piotra i Pawła.